# 梅里诺 (科罗拉多州)
梅里诺（英語：Merino），是美国科罗拉多州洛根县下属的一座城市。建市于1917年1月4日，面积大约为0.167平方英里（0.433平方公里）。根据2010年美国人口普查，该市有人口284人。2011年估计该市有人口282人，相比2010年人口增长率为-0.70%。同时，论人口该市是科罗拉多州第219大城市。